# کرم‌ها: نبرد آزاد
کرم‌ها: نبرد آزاد (به انگلیسی: Worms: Open Warfare) یک بازی تاکتیکی توپخانه‌ای دو‌بعدی است. این بازی توسط تیم 17 توسعه یافته و توسط THQ برای کنسول‌های PlayStation Portable و Nintendo DS منتشر شده است. این بازی اولین عنوان از سری بازی‌های کرم‌ها است که برای کنسول‌های دستی نسل هفتم منتشر شد و بازگشتی به سبک گیم‌پلی دوبعدی اصلی این سری را رقم زد.